# Mount Peck
Mount Peck är ett berg i Kanada.   Det ligger i provinsen British Columbia, i den centrala delen av landet, 3 600 km väster om huvudstaden Ottawa. Toppen på Mount Peck är 2 807 meter över havet.
Terrängen runt Mount Peck är bergig åt nordväst, men åt sydost är den kuperad.Trakten runt Mount Peck är nära nog obefolkad, med mindre än två invånare per kvadratkilometer.. Det finns inga samhällen i närheten. 
Trakten runt Mount Peck består i huvudsak av gräsmarker.